# Pipistrellus minahassae
Pipistrellus minahassae (Meyer, 1899) è un pipistrello della famiglia dei Vespertilionidi endemico di Sulawesi.

## Descrizione

### Dimensioni
Pipistrello di piccole dimensioni, con la lunghezza della testa e del corpo tra 53 e 59 mm, la lunghezza dell'avambraccio tra 35 e 36 mm, la lunghezza della coda tra 35 e 38 mm, la lunghezza del piede tra 10 e 11 mm, la lunghezza delle orecchie tra 8 e 14 mm e un peso fino a 10 g.

### Aspetto
La pelliccia è corta, lucida e vellutata. Le parti dorsali sono marroni scure, mentre le parti ventrali sono più chiare. Il muso è largo, dovuto alla presenza di due masse ghiandolari sui lati. La testa è appiattita, gli occhi sono piccoli. Le orecchie sono larghe, triangolari, ben separate tra loro e con l'estremità leggermente arrotondata. L'antitrago è ispessito e si estende fino all'angolo posteriore della bocca. Il trago è corto, largo alla base, con il margine anteriore diritto, quello posteriore convesso e con la punta arrotondata. Le membrane alari sono nerastre. La punta della lunga coda si estende leggermente oltre l'ampio uropatagio. Il pene è ingrandito, con il prepuzio ricoperto di peli.

## Biologia

### Alimentazione
Si nutre di insetti.

## Distribuzione e habitat
Questa specie è conosciuta soltanto nelle vicinanze di Tomohon, Minahassa, nella parte settentrionale dell'isola indonesiana di Sulawesi.

## Conservazione
La IUCN Red List, considerato che questa specie è conosciuta soltanto attraverso due individui provenienti da un'unica località e non ci sono informazioni circa il suo areale, l'ecologia, lo stato della popolazione e le principali minacce, classifica P.minahassae come specie con dati insufficienti (DD).